# Eusarsiella vema
Eusarsiella vema är en kräftdjursart som beskrevs av Louis S. Kornicker 1986. Eusarsiella vema ingår i släktet Eusarsiella, och familjen Sarsiellidae. Inga underarter finns listade i Catalogue of Life.